# Чуманов, Константин Геннадьевич
Константи́н Генна́дьевич Чума́нов (род. 6 января 1955, Златоуст, Челябинская область, РСФСР, СССР) — токарь-специалист шестого разряда ФГУП Приборостроительного завода Росатома России, Герой Труда Российской Федерации (2013).

## Биография
Константин Чуманов — представитель трудовой династии. Родился 6 января 1955 года в г. Златоусте, в семье рабочих. Его родители всю жизнь посвятили работе в цехах Приборостроительного завода. Сам же Константин, закончив в 1972 году среднюю школу в городе Златоуст-36, сразу поступил работать на градообразующее предприятие.
Рационализаторские предложения Константина Геннадьевича об изменении технологии изготовления магнитов из твердосплавной стали дали возможность уменьшить трудоёмкость изготовления в 100 раз. Он представил новаторские методы и приёмы токарной обработки.

## Награды
- Герой Труда Российской Федерации (1 мая 2013 года)
- орден «За заслуги перед Отечеством» IV степени (11 октября 1995 года)[5]
- ордена Трудовой Славы II степени и III степени
- Почётный гражданин Челябинской области (13 марта 2025) — за пропаганду общественной значимости труда, патриотическое воспитание молодежи, вклад в развитие института наставничества